# Shigetarō Shimada
Pour les articles homonymes, voir Shimada.
 (novembre 2009).
Si vous disposez d'ouvrages ou d'articles de référence ou si vous connaissez des sites web de qualité traitant du thème abordé ici, merci de compléter l'article en donnant les références utiles à sa vérifiabilité et en les liant à la section « Notes et références ».
Shigetarō Shimada (嶋田 繁太郎, Shimada Shigetarō), né le 24 septembre 1883, mort le 7 juin 1976, était un officier de marine japonais. Il fut notamment le ministre de la Marine, chargé de l'administration de la Marine impériale japonaise, durant la Seconde Guerre mondiale.

## Biographie
Né à Tokyo, Shigetarō Shimada est diplômé en 1884 de l'Académie navale impériale du Japon. Aspirant à bord de divers sous-marins et croiseurs, il sert durant la guerre russo-japonaise. Nommé commandant en second en 1915, il est ensuite attaché militaire à Rome. À partir de 1920, il occupe des positions de cadre administratif à l'État-major de la Marine impériale japonaise. Il est contre-amiral en 1929, puis vice-amiral en 1934. 
Le 18 octobre 1941, il devient ministre de la Marine. Proche collaborateur du premier ministre Hideki Tōjō, il approuve les plans de l'attaque de Pearl Harbor et est ensuite associé à de nombreuses décisions stratégiques. En février 1944, devant les défaites japonaises, Tōjō obtient les renvois de Hajime Sugiyama et Osami Nagano, respectivement chefs État-major de l'Armée impériale japonaise et de la Marine impériale japonaise. Tōjō remplace lui-même Sugiyama, tandis que Shimada remplace Nagano, cumulant le poste de chef État-major avec son ministère de la Marine, ce qui fait de lui l'unique chef des forces navales japonaises.
La défaite du Japon dans la bataille de Saipan lui vaut cependant la disgrâce et, le 17 juillet, alors que le premier ministre Tōjō est contraint de démissionner, il est remplacé à son ministère par l'ancien premier ministre Mitsumasa Yonai. Le 2 août, il perd également son poste à l'État-major. 
Arrêté après la guerre par les autorités d'occupation alliées, il est inculpé de crimes de guerre et condamné à la prison à vie par le tribunal militaire international pour l'Extrême-Orient. Après la fin de l'occupation, le gouvernement de Ichirō Hatoyama lui accorde une libération sur parole. 